# Utagawa Yoshiiku

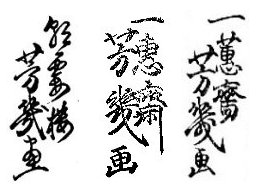
Firme di Utagawa Yoshiiku leggendo da sinistra a destra: "Chōkarō Yoshiiku ga" (朝霞楼 芳幾 画), "Ikkeisai Yoshiiku ga" (一恵斎 芳幾 画) e "Ikkunsai Yoshiiku ga" (一薫斎 芳幾 画)

Utagawa Yoshiiku (歌川 芳幾?; 1833 – 6 febbraio 1904), noto anche come Ochiai Yoshiiku  (落合 芳幾?), è stato un incisore e pittore giapponese della scuola Utagawa.

## Biografia
Figlio del proprietario di una casa da tè, Yoshiiku divenne in gioventù allievo di Utagawa Kuniyoshi, imponendosi come uno dei maggiori esponenti della sua scuola.
Fu noto soprattutto come incisore di stampe ukiyo-e e illustratore di giornali. Nel 1874 fu anche cofondatore del Tokyo Nichi Nichi Shinbun, un quotidiano illustrato con caratteri hiragana.

## Stampe
Le opere di Yoshiiku includono la stampa Kokkei Wanisshi-ki (滑稽倭日史記) "Resoconto comico della storia giapponese"), che impiega il tema tradizionale dello Hyakki Yakō sulle azioni militari giapponesi contemporanee in Cina.

### Galleria d'immagini

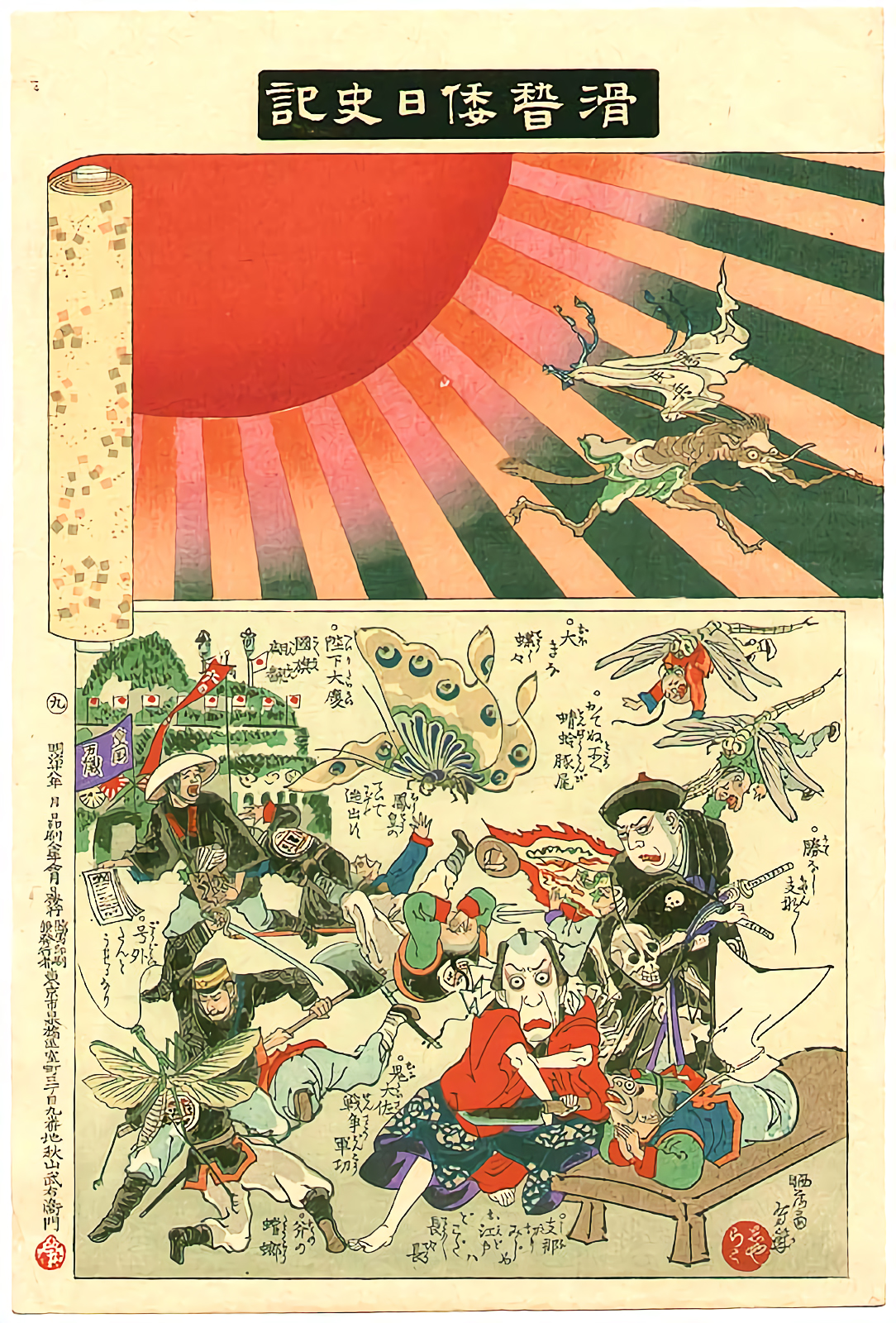
"Guerra sino-giapponese, farfalla e mantide religiosa", 1895
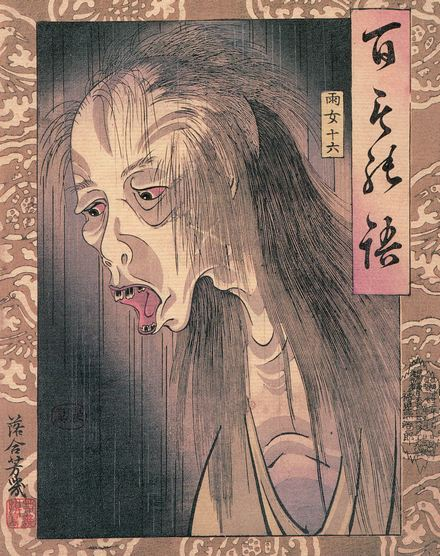
"Uno spirito della pioggia femminile" (Hyakumonogatari Ameonna), 1890
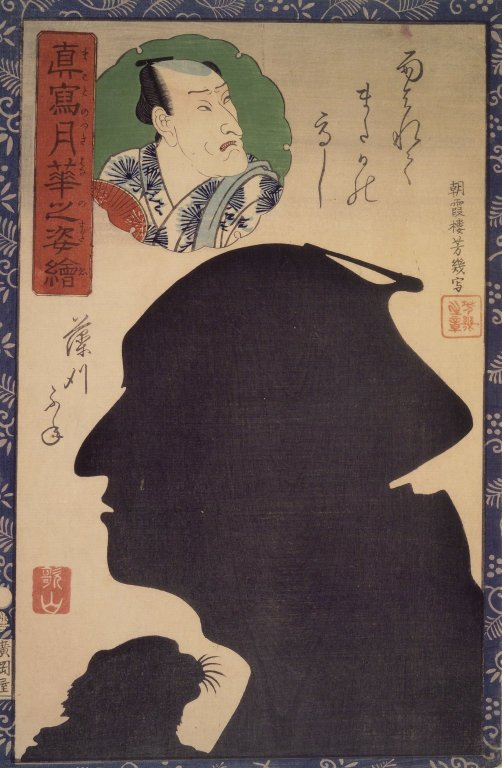
Ritratti dal vero alla luce della luna" (Makoto no Tsukihana no Sugata-e), c. 1845-1865. Xilografia, 35,1 × 23 cm (13,82 × 9,06 in)